# Claudio Lancinhouse
Claudio Lancinhouse, ou DJ Lancinhouse, de son vrai nom Claudio Lancini, né le 12 juin 1963 à Adro, est un producteur et disc jockey de techno hardcore et gabber italien.

## Biographie
Claudio Lancini est né en 1963 à Adro, une petite ville de la province de Brescia, en Italie. C'est à cet endroit qu'il se familiarise avec la musique dès l'âge de 16 ans. Il débute officiellement sa carrière artistique dans une émission de radio pirate locale et assiste, en 1983, aux soirées Number One en tant que DJ résident, durant lesquelles il se spécialisera par la suite dans les branches musicales techno hardcore et gabber. 
Dans la scène gabber, il se forgera une réputation grâce à de nombreux morceaux dont Exaxlxl, qui est composé en collaboration avec DJ Jappo à cette époque. Cependant, il ne se consacre pas exclusivement à la techno hardcore, mais aussi à d'autres formes de musiques électroniques comme en témoigne son single intitulé Elektriko, qui atteindra plus tard la première place du DDD Alternative Hit. 
En 2008, il participe au festival Ground Zero, dont l'album live sort la même année ; il est accueilli avec une note de 80 sur 100 sur le site web Partyflock. En 2016, il participe exclusivement au festival Hardshock, et l'année suivante, en 2017, au Enjoy Parade en Italie. Toujours en 2017, il est annoncé pour la partie italienne de la tournée Tatanka Experience de Tatanka à Bolgia.

## Discographie
- 1995 : A Hundred Reasons To Blow You Away (avec The Stunned Guys) (Very Hard Unresistable)
- 1997 : Rhythm (avec DJ Jappo (D-Boy Black Label)
- 1997 : The Real Motherfuckers (avec DJ Jappo)
- 1997 : XTR Experiment (avec DJ Jappo) (Mokum Records)
- 1998 : Sacrifice (avec DJ Jappo) (Industrial Strength Limited)
- 1998 : No More Fucking Around (avec DJ Jappo) (D-Boy Black Label)
- 1999 : Brain Confusion (avec The Stunned Guys) (Traxtorm Records)
- 2001 : Keep on Fuckin' 2001 (avec System 3) (Aeon Tracks)
- 2003 : Shout (avec The Stunned Guys) (Traxtorm Records)
- 2004 : Our Thing E.P. Part 1 (avec The Stunned Guys et Neophyte)
- 2005 : Exlxaxl (Original Hardcore Remixes) (avec DJ Jappo) (Industrial Strength Limited)
- 2005 : Total Hardcore 09 (avec T-Factor)